# 三輪誠司
三輪 誠司（みわ せいじ、1968年 - ）は、日本放送協会（NHK）の解説委員。担当はIT、情報セキュリティ、個人情報問題。

## 略歴・人物
愛知県出身。愛知県立明和高等学校を経て、北海道大学卒業後の1991年にNHK入局。
奈良放送局、首都圏部を経て放送センター報道局科学・文化部でIT関連の専門記者となり、2014年より解説委員。
ハイテク犯罪に関する取材を通じてプログラミングを独学し、技術部局の職員でないながら、簡単な入力インターフェースで瞬時に電子テロップ情報やニュース原稿を更新できるシステム、警察・消防などがインターネット上に発表した情報などを自動巡回してニュース原稿を自動生成するシステム、画面表示用のQRコード生成ツールなどを独自開発した。一部は各地方局でも採用されている。
中学・高校では競泳部、大学では奇術研究会に所属し、クロースアップ・マジックが得意。